# Karel Drgáč
Karel Drgáč (* 11. September 1954 in Rokycany, Tschechoslowakei) ist ein österreichischer Opernregisseur tschechischer Herkunft. Er war unter anderem Direktor der Staatsoper Prag sowie Gründer und langjähriger Intendant (1990–2013) der Opern Air Festspiele in Gars am Kamp, Niederösterreich.

## Werdegang
Im Anschluss an eine mit Magister-Diplom abgeschlossene Ausbildung an der Universität Ostrava, zog Karel Drgáč 1979 nach Österreich, wo er ein weiteres Studium an der Universität für Musik und darstellende Kunst Wien absolvierte. Als Regieassistent bei Jean-Pierre Ponnelle (Salzburger Festspiele, Wiener Staatsoper, Metropolitan Opera New York, Lyric Opera of Chicago, Opernhaus Zürich), Otto Schenk (Wiener Staatsoper) und Frank Corsaro (Royal Opera House Covent Garden) sammelte er Erfahrungen in Musiktheaterhäusern. Ab 1984 war er Regieassistent und Abendspielleiter am Opernhaus Graz. Parallel widmete er sich weiterhin auch der pädagogischen Tätigkeit und wurde als Dozent für Opernregie ans Sweelinck-Konservatorium Amsterdam (Musikuniversität) berufen. 1990 erfolgte die Verpflichtung als Opernchef des Smetana-Theaters in Prag, aus dem 1992 die Staatsoper Prag im Gebäude des Neuen Deutschen Theaters per Dekret entstanden ist.
Unter seiner fünfjährigen Ära entstanden 25 Neuproduktionen sowie Konzerte. Bezugnehmend auf die neuen demokratischen Strukturen jener Zeit, öffnete Drgáč das Haus auch für die Veranstaltung von Bällen und Veranstaltungen, die unter der Schirmherrschaft von Peter Ustinov, Edita Gruberová, der UNO, standen. Durch zusätzliche Auslandstourneen konnte er weltweit ein neues Image der Staatsoper Prag aufbauen. Zugleich fand in dieser Zeit eine Kooperation mit der Stadt Wien statt. So wurde z. B. die Operette Die Fledermaus gemeinschaftlich produziert. Aufgenommen und mehrmals ausgestrahlt wurde diese gemeinsame Produktion durch den deutschen Privatfernsehsender Sat.1. Mit dem Nationaltheater Mannheim gemeinsam wurde die Oper Die Verlobung im Traum von Hans Krása produziert. Auch die Gründung der Zweigstelle des Wagner-Verbandes Prag 1991 geht auf die Ära Drgáč an der Staatsoper Prag zurück.
Parallel gründete Drgáč im niederösterreichischen Gars am Kamp 1990 die Opern Air Festspiele, die sich unter seiner künstlerischen sowie kaufmännischen Leitung zu einem internationalen Opernfestival entwickelten. Unter seiner 25-jährigen Ära konnte Drgáč die Sänger Mara Zampieri, Viktória Vizin, Antigone Papoulkas, Melba Ramos, Janez Lotrič, Peter Dvorský, Wolfgang Bankl oder Martin Winkler nach Gars bringen. Ab 2005 war Drgáč Direktor des Viersparten-Theaterhauses Reduta in Brünn, später auch Operndirektor der Janáček-Oper des Nationaltheaters Brünn. Seine Regiearbeiten führten Karel Drgáč nach Deutschland, Spanien, in die Schweiz, Kanada, Serbien, Indien, Monte Carlo oder in die USA. Im Jahr 2014 wirkte er als Jury-Mitglied am Opernfestival Miskolc sowie beim Gesangswettbewerb in Sibiu (in Zusammenarbeit mit der Philharmonie Sibiu) mit und war als künstlerischer Leiter eines Masterkurses in Zusammenarbeit mit der Universität Oradea tätig.

## Auszeichnungen
- 1991 „Böhmisches Freiheitskreuz“ für Verdienste um die grenzüberschreitende Zusammenarbeit zwischen Tschechien und Österreich
- 1993 „Albert Schweitzer Orden“ für Verdienste um Wissenschaft und Kunst
- 2005 Goldenes Ehrenzeichen für Verdienste um das Land Niederösterreich
- 2010 Verleihung des Berufstitels Professor durch das Bundesministerium für Unterricht, Kunst und Kultur auf Anregung von Bundespräsident Heinz Fischer

## Regiearbeiten
- Wolfgang Amadeus Mozart: Die Entführung aus dem Serail (Wiener Neustadt, Smetana Theater Prag, Mallorca)
- Wolfgang Amadeus Mozart: Don Giovanni (Gars am Kamp, Nationaltheater Brünn)
- Wolfgang Amadeus Mozart: Die Zauberflöte (Gars am Kamp)
- Ludwig van Beethoven: Fidelio (Gars am Kamp)
- Richard Wagner: Tannhäuser (Staatsoper Prag)
- Richard Wagner: Lohengrin (Staatsoper Prag)
- Richard Wagner: Der fliegende Holländer (Ulm)
- Giuseppe Verdi: Rigoletto (Gars am Kamp)
- Giuseppe Verdi: Il trovatore (Gars am Kamp)
- Giuseppe Verdi: Nabucco (Gars am Kamp, Nationaltheater Brünn – Gesamtkonzept)
- Giuseppe Verdi: La traviata (Gars am Kamp, Greifswald, Schlesisches Theater Troppau)
- Giuseppe Verdi: Aida (Gars am Kamp, Nationaltheater Belgrad)
- Georges Bizet: Carmen (Gars am Kamp)
- Jacques Offenbach: Hoffmanns Erzählungen (Gars am Kamp)
- Giacomo Puccini: Turandot (Gars am Kamp)
- Giacomo Puccini: Madama Butterfly (Gars am Kamp, National Center For Performing Arts – Mumbai)
- Giacomo Puccini: La Bohème (Gars am Kamp, Toronto)
- Giacomo Puccini: Tosca (Gars am Kamp)
- Bedřich Smetana: Die verkaufte Braut (Gars am Kamp, Monte Carlo)
- Antonín Dvořák: Rusalka (Staatsoper Banksa Bystrica)
- Leoš Janáček: Jenůfa (Staatsoper Prag)
- Leoš Janáček: Das schlaue Füchslein (Amsterdam)
- Alexander Zemlinsky: Eine florentinische Tragödie (Staatsoper Prag)
- Alexander Zemlinsky: Der Geburtstag der Infantin (Staatsoper Prag)
- Hans Krása: Die Verlobung im Traum (Staatsoper Prag, Nationaltheater Mannheim, Washington National Opera)
- Gottfried von Einem: Der Prozess (Staatsoper Prag)
- Gioachino Rossini: Der Barbier von Sevilla (Gars am Kamp)